# Junior Chamber International
Junior Chamber International (JCI) er en international, verdensomspændende organisation for unge ledere og iværksættere, dannet i 1944.[kilde mangler] JCI har omkring en kvart million medlemmer fordelt på over 6.000 afdelinger i over 100 lande og territorier.[kilde mangler] De to første danske afdelinger blev dannet i 1957 og landsorganisationen Junior Chamber Danmark (eller JCI Danmark) blev stiftet i 1959.[kilde mangler]

## Historie
JCI er en international overbygning på United States Junior Chamber, som blev dannet i 1920. JCI havde tidligere forsøgt at danne en international organisation med OL i Los Angeles i 1932 som "springbræt", men måtte opgive i 1935. I 1944 kunne JCI afholde stiftende møde i Mexico City med deltagelse af repræsentanter fra Costa Rica, El Salvador, Guatemala, Honduras, Mexico, Nicaragua, Panama og USA. Efter 2. verdenskrig fortsatte rekrutteringen af medlemslande og i 1946 blev den første verdenskongres afholdt i Panama City.[kilde mangler]
I 1957 samledes en gruppe yngre erhvervsfolk i København og dannede den første danske afdeling, kort efter fulgte en afdeling i Horsens. I 1959 blev der stiftet en dansk landsorganisation.

## Medlemmer
JCI har haft medlemmer blandt tidligere amerikanske præsidenter: Bill Clinton, Ronald Reagan, Gerald Ford, Richard M. Nixon og John F. Kennedy.[kilde mangler] Blandt danske medlemmer er tidligere statsminister Poul Schlüter, som var medstifter af den danske organisation, og tidligere statsminister Anders Fogh Rasmussen, som holdt tale som tidligere medlem ved JCI's verdenskongres i København den 3. november 2003.[kilde mangler]

## JCI Danmark

### Afdelinger
Der er afdelinger af JCI Danmark over det meste af danmark. I dag er der 25 afdelinger og og ca. 400 medlemmer.

### JCI Danmarks mission og vision
JCI er en global organisation, som på tværs af de nationale organisationer deler den samme mission: To provide leadership development opportunities that empower young people to create positive change. 
Organisationens medlemmer er mellem 18 og 40 år, som afprøver lederegenskaber i praksis, udvikler opmærksomhed på og accept af ansvaret ved at være samfundsborger samt deltager i internationalt samarbejde for at fremme forståelsen landene imellem.
JCI's vision er: To be the foremost global network of young leaders. 

### Organisation
JCI Danmark ledes af en direktion, som vælges for et år ad gangen. Direktionen består af en National President, en Deputy President, en Executive Vice President Training (som har ansvaret for organisationens træningsområder), en Executive Vice President Marketing & Communication (som har ansvaret for marketing og kommunikation), en Executive Vice President Commerce (som har ansvaret for konceptualisering af JCI Danmarks produkt), en Secretary General (generalsekretær), en General Legal Council (juridisk rådgiver), en Treasurer (kasserer) og en Technical Director (IT-ansvarlig).
JCI Danmarks lovgivende forsamling er Delegeret Forsamling, som består af Local Presidents (lokalformænd) fra lokalafdelingerne. Delegeret Forsamling mødes to gange årligt for at tage beslutninger om organisationens udvikling og virke. Afdelingerne skiftes til at arrangere en forårskongres og en nationalkongres i forbindelse med Delegeret Forsamling.[kilde mangler]

### Det Danske Senat
Visse medlemmer af JCI har gennem årene markeret sig aktivt og dynamisk i en udstrækning, så de af deres afdeling er blevet indstillet til et livsvarigt medlemskab. Det livsvarige medlemskab - senatorskabet - afstedkommer, at medlemmet efterfølgende optages i JCI Senatet internationalt og tilsvarende i JCI Det Danske Senat. Det Danske Senat består alene af tidligere optagne livsvarige medlemmer og bidrager til JCI Danmark med forskellige tiltag, herunder bl.a. uddeling af legatportioner fra Curt Rasmussens rejselegat til JCI medlemmer, der ønsker at deltage i internationale kongresser. Senatet afvikler egne aktiviteter og ledes organisatorisk af Senatspræsidenten, som vælges for 1 år ad gangen på senatets årsmøde.

### TOYP
TOYP (i Danmark: Ten Outstanding Young Persons of the Year) har til formål at give en hyldest og anerkendelse til de personer, som inden for deres felt har gjort en enestående og bemærkelsesværdig præstation. Det er personer, der enten via deres engagement, iværksætterånd, lederskab og/eller entreprenørskab viser vejen og er en inspirationskilde for øvrige mennesker.
Alle kan indstille til TOYP, men det er oftest JCI medlemmerne selv, der gør det. 
TOYP prisen uddeles i følgende 10 kategorier. TOYP-prisen uddeles i én eller flere af følgende 10 kategorier:
- Erhvervsmæssige/økonomiske/iværksættermæssige præstationer
- Politiske, juridiske og/eller regeringsanliggender
- Akademisk lederevne og/eller præstationer
- Kulturelle præstationer
- Moralsk og/eller miljømæssig ledelse
- Yde en indsats for børn/verdensfred/menneskerettigheder
- Humanitær og/eller frivillig tjeneste
- Videnskabelig og/eller teknisk udvikling
- Personlig udvikling og/eller præstationer
- Medicinsk nyskabelse (Videnskabelig udvikling)

Kandidaterne skal opfylde et af følgende krav: 
1. En person der er eller har gjort noget ud over det sædvanlige
2. En person der bygger bro - mellem mennesker, fagområder, virksomheder, mm.
3. En person der har bidraget i væsentlig grad til samfundet, og/eller har flyttet mennesker

Vinderen indstilles til den internationale TOYP-pris, hvor ti unge ledere bliver æret på JCI Verdenskongressen. Kendte vindere gennem tiden er fx Orson Welles, John F. Kennedy og Howard Hughes, som  alle blev kåret før de fyldte 40 år og før de opnåede international anerkendelse inden for deres felt.[kilde mangler]

#### Vindere af TOYP
Følgende personer har vundet TOYP:[kilde mangler]
- 2020: Nima Sophia Tisdall, medstifter af Blue Lobster
- 2019:

- 2018: Gulddrengen, sanger; Michael Misbih, Thomas Nielsen, forskere og Johannes Gadsbøll, medstifter og tidligere CEO White Away

- 2017:
- 2016: Habib Frost, Danmarkshistoriens yngste læge
- 2015: Torben Bohnhardt
- 2014: Thomas Troelsen, sangskriver/sang/producer og Mehmet Arabaci fra foreningen Sabbah, hvis medlemmer er ikke etniske danskere der er homo-, trans- eller biseksuelle.
- 2013: Kevin Magnussen, racerkører, vinder i kategorien "Personlig udvikling og/eller præstationer".
- 2012: Simi Jan, journalist
- 2011: Selina Juul, stifter af forbrugerbevægelsen Stop Spild Af Mad
- 2010: Søren Holmgren, olympisk mester, erhvervsmand, vinder i kategorien "Personlig udvikling og/eller præstationer".
- 2009: Caroline Wozniacki, tidligere verdensetter i tennis, vinder i kategorien "Personlig udvikling og/eller præstationer".
- 2009: Thomas Croft Buck, farmaceut og stifter af organisationen ”Medicin uden Grænser”
- 2008: Lykke Friis, Prorektor Københavns Universitet, vinder i kategorien "Politiske, juridiske og/eller regeringsanliggender".
- 2008: Merete Engell, Sygeplejerske og Rekrutterings- og uddannelseschef hos Læger uden Grænser
- 2008: Søren Holmgren, olympisk mester, erhvervsmand, vinder i kategorien "Personlig udvikling og/eller præstationer".
- 2007: Nanna Worm Godtfredsen, jurist og projektleder Gadejuristen, vinder i kategorien "Humanitær og/eller frivillig tjeneste".
- 2007: Jørgen Vig Knudstorp, Adm. direktør LEGO Group, vinder i kategorien "Erhvervsmæssige/økonomiske/iværksættermæssige præstationer".
- 2006: Anja C. Andersen, astrofysiker, vinder i kategorien "Akademisk lederevne og/eller præstationer"
- 2006: Martin Lindstrøm, brand-guru, vinder i kategorien "Erhvervsmæssige/økonomiske/iværksættermæssige præstationer".
- 2006: Outlandish, rapgruppe, vinder i kategorien "Kulturelle præstationer".
- 2005: René Nielsen, paraolympisk guldvinder i atletik, vinder i kategorien "Personlig udvikling og/eller præstationer".
- 2005: Christian Stadil, direktør for Hummel, vinder i kategorien "Erhvervsmæssige/økonomiske/iværksættermæssige præstationer".
- 1996: Lene Espersen. medlem af Folketinget, vinder i kategorien "Politiske, juridiske og/eller regeringsanliggender"